# Matti Lähitie
Matti Lähitie (Pori, 13 de fevereiro de 1985) é um futebolista finlandês que já atuou no FC Jazz, Lahti, VPS Vaasa, e no JJK.